# To Room Nineteen
To Room Nineteen ist eine vielschichtige Erzählung der Schriftstellerin Doris Lessing, die 1963 erstmals in Lessings Kurzgeschichtensammlung „A Man and Two Women“ veröffentlicht wurde. Der Text, der als eines der eindrucksvollsten kürzeren Werke Lessings gilt, beschreibt die „vernünftige“ Ehe des Paars Susan and Matthew Rawlings, das die menschliche Existenz und die Gegebenheiten von Beziehungen und Sexualität zu meistern glaubt, an denen Susan aber schließlich zerbricht. Die Aussage der Erzählung wird breit diskutiert; die Interpretationsmöglichkeiten reichen von autobiografischen über feministische bis hin zu marxistischen Ansätzen.

## Inhalt
Zu Beginn der Erzählung erklärt Lessing, dass es sich um die Geschichte einer „failure in intelligence“ handele, da die Ehe der Rawlings auf Vernunft (bzw. „intelligence“) begründet sei.
Die Rawlings segelten „vernünftig“ durchs ihre jungen Jahre, absolvierten ihre Ausbildung mit Bravour, hatten ihre – respektvollen – Affären und heirateten dann, später als es in der Welt der Erzählung üblich war, mit Ende 20. Kinder und Erfolg stellen sich praktisch zwangsläufig ein; aber irgendwann bemerkt Susan, dass etwas in ihr fehlt. Sie beginnt sich zurückzuziehen. Nur, um alleine zu sein und nichts zu tun. Sie mietet einmal wöchentlich in einem Stundenhotel das billige Zimmer Nummer 19, das sonst für Affären oder Prostitution genutzt wird, und sitzt dort einfach am Fenster. Doch die Sorge ihres Mannes verfolgt sie. Er glaubt an eine Affäre, an etwas nicht Verarbeitetes, das an seiner Frau nage, und stellt einen Privatdetektiv an, der ihr bis zum Zimmer 19 folgt. Sie gibt die nicht-existente Affäre zu, was den erleichterten Matthew dazu bringt, seine tatsächlichen Liebschaften zuzugeben. Er besteht darauf, dass sie das Vernünftige tun und mit ihren verschiedenen Liebhabern zusammen ausgehen. Susan kehrt ein letztes Mal in das Zimmer 19 zurück, das sie ordnet, den Gashahn aufdreht und sich dann hinlegt.

## Interpretation
Manche sehen den Text als Analyse der Situation der Frauen im sozial konservativen England der 1960er Jahre, andere als Beschreibung der Depression, in die viele Hausfrauen nach dem Flügge werden ihrer Kinder verfallen, wieder andere betonen den Umstand, dass hier ein in formal selbstgewählten, aber letztlich vorgegebenen Beschränkungen gefangener Mensch durch die Sorge seiner Mitmenschen seiner letzten, kreatürlichen Zuflucht beraubt wird (wenn man so will, durch „intelligence“, was im Englischen auch ungefähr „Aufklärungsarbeit“ bedeuten kann). Susans Verhalten wird auch als passiver Widerstand gegen die Konformität beschrieben.